# Louise (Sérusier)
Pour les articles homonymes, voir Louise.
Louise – ou La Servante bretonne – est un tableau réalisé par le peintre français Paul Sérusier en 1890. De format vertical, cette huile sur toile est le portrait à mi-corps d'une servante de la Pension Gloanec, à Pont-Aven, dans le Finistère. La jeune femme y figure assise les mains jointes sur son tablier, dans un intérieur au mur saumon. L'œuvre est conservée au musée départemental Maurice-Denis, à Saint-Germain-en-Laye, dans les Yvelines.